# Rünenberg
Rünenberg es una comuna suiza del cantón de Basilea-Campiña, capital del distrito de Sissach. Limita al noroeste con la comuna de Gelterkinden, al noreste con Tecknau, al sureste con Kilchberg y Zeglingen, al suroeste con Häfelfingen, y al oeste con Rümlingen.